# Peziza apiculata
Peziza apiculata är en svampart som beskrevs av Cooke 1875. Peziza apiculata ingår i släktet Peziza och familjen Pezizaceae.  Arten är reproducerande i Sverige. Inga underarter finns listade i Catalogue of Life.